# Autostrada A648 (Niemcy)
Autostrada A648 (niem. Bundesautobahn 648 (BAB 648) także Autobahn 648 (A648)) – autostrada w Niemczech przebiegająca z północnego zachodu na wschód i łączy autostradę A66 i A5 ze śródmieściem Frankfurtu nad Menem w Hesji.
Całość przebiegu drogi znajduje się w granicach administracyjnych Frankfurtu i nosi jako ulica miejska nazwę Wiesbadener Straße.

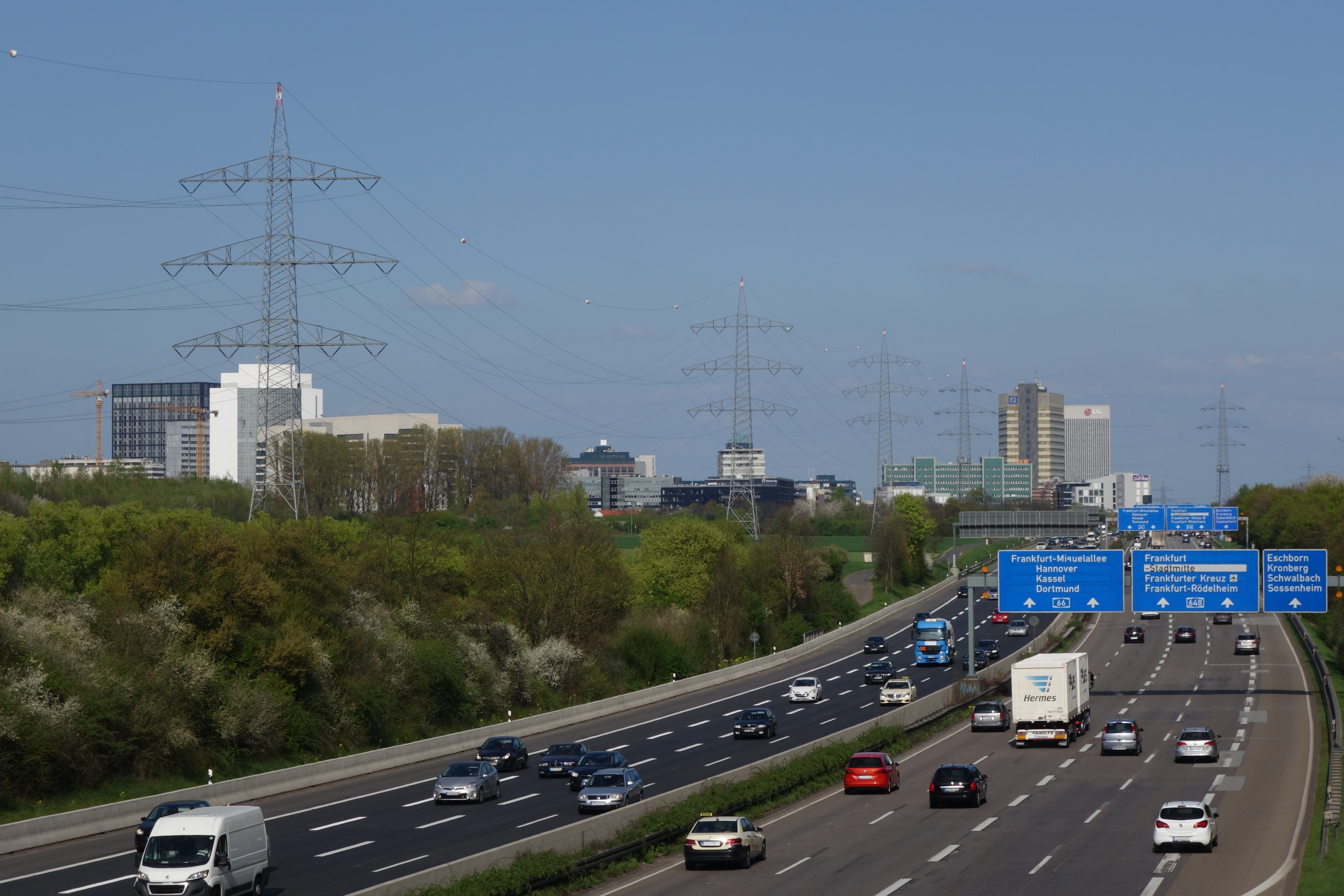
A 648 zaczyna się na skrzyżowaniu z A 66 w Eschborn (2. i 3. pas ruchu od prawej)